# Бутковський Богдан Леонідович
Богдан Леонідович Бутковський (нар. 12 травня 1986, місто Тернопіль) — український історик, громадський діяч, голова Тернопільської обласної ради з 30 грудня 2024 року. 

## Життєпис
Освіта вища. Історик, громадський діяч.
Активіст Революції Гідності, з 2014-го року брав участь в російсько-українській війні.
Обіймав посаду директора Тернопільського обласного молодіжного методичного центру. Член ВО «Свобода». 
З 2022 року — військовослужбовець 35-го окремого стрілецького батальйону ЗСУ. У 2024 році — боєць 67-ої окремої механізованої бригади ЗСУ, яка створена на основі Добровольчого українського корпусу «Правий сектор».
З 30 грудня 2024 року — голова Тернопільської обласної ради.

## Нагороди
- Нагороджений «Золотим Хрестом» від головнокомандувача Збройних Сил України Валерія Залужного.